# Ugra (rijeka)
Ugra (rus. Угра́) je rijeka u Smolenskoj i Kaluškoj oblasti u Rusiji, lijevi pritok Oke. Ugra, koja teče prema istoku, spaja se sa sjevernom Okom 15 km od Kaluge, a sutokom nastaje rijeka Oka, koja nastavlja prema istoku do Volge.
Duga joj je 399 km, s površinom porječja od 15700 km2. Zamrzava se od kraja studenog (ponekad čak i u siječnju) do kraja ožujka. Oko 60% njegovog godišnjeg protoka otpada na topljenje snijega, uglavnom u travnju. Značajniji pritoci su joj Borja, Ressa, Teča, Šanja i Izver'.

## Povijest
U 16. stoljeću, ušće Ugre i Oke bilo je zapadni kraj niza utvrda koje su štitile Moskovsku kneževinu od tatarskih napada. RijekaUgra je poznata po Ugoršćini (veliko uporište na Ugri). 

## Vanjske poveznice
|  | Zajednički poslužitelj ima još gradiva o temi Ugra (rijeka) |

- Srednji tok
- Nacionalni park  Arhivirana inačica izvorne stranice od 27. studenoga 2004. (Wayback Machine)
- Rijeke Ugra i Žižala
- Rijeka Ugra i stari gradovi  Arhivirana inačica izvorne stranice od 24. studenoga 2005. (Wayback Machine)

1. ↑  «Река УГРА», Russian State Water Registry